# El Palau de Rialb
Palau de Rialb es un pueblo diseminado del municipio de Baronía de Rialp, en la comarca de la Noguera, provincia de Lérida.
La titular de la parroquia es Santa María, no debe confundirse este lugar con el Palau de la Noguera que se encuentra en el Pallars Jussá, y que pertenecía a los hospitalarios de San Juan de Jerusalén.
El lugar fue adaptado para que los condes de Urgel, o Arnau Mir de Tost, el vizconde, que reconquistó y fortificó esta región, tuviera un castillo que originó el nombre de Palau. Este lugar, al menos desde el siglo XII, pertenecía al priorato de Santa Maria de Meià. En el testamento del presbítero Ramón, de 1121, consta que tenía alguna posesión, pero la parroquia y la mayor parte del término eran de Meià, por ello no consta en los fogajes del Rialb, y al formalizarse el municipio de Palau fue agregado en la Baronia de Rialb seguramente por motivos geográficos. La provisión del rector y las rentas de Palau dependían del priorato de Meià.

## Situación y descripción

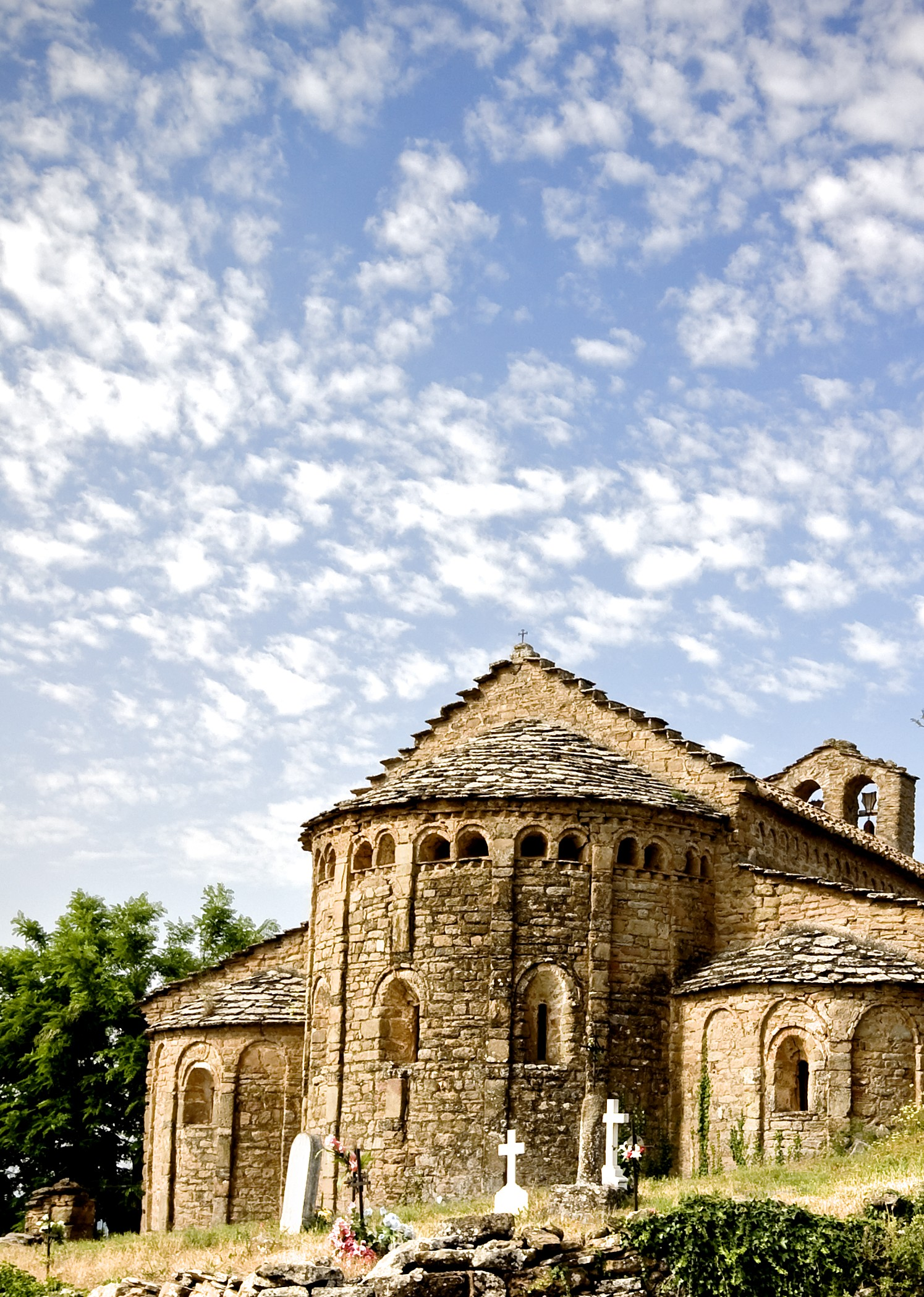
Iglesia de Santa María.

El pueblo El Palau de Rialb consta de varias casas cercanas del templo parroquial de Santa María (siglo XI) y varios caseríos, está disperso en el centro occidental del término municipal, un lugar espacioso (695 m de altitud), que tiene a poniente el valle del torrente de Torreblanca y la montaña de Montmagastre (763 m.). Por al mediodía se enclava la Heretat de Guardia, donde hubo una torre de vigía, y se trata de una masía histórica del siglo XV. Actualmente el edificio tiene la funcionalidad de alojamiento rural.

## Comunicaciones
Se accede por la carretera comarcal C-1412b de Ponts en Folquer. Más arriba del pueblo de la Sierra de Rialb y habiendo cruzado la Collada de la Santa, en el punto kilométrico 15,900 hay que desviarse por un camino de poco menos de quinientos metros hasta los pies de la iglesia de Santa Maria.

## Lugares de interés
- Iglesia románica de Santa María de Palau (siglo XI). Está conservada y se celebra el culto algunas veces al año, está bajo el cuidado del rector de Ponts. Es una construcción de planta rectangular con tres ábsides en su cabecera. No se conserva la bóveda de cañón de la nave central, que se derrumbó, tres arcos en cada lado sostienen los muros centrales, y el tejado descansa sobre las estructuras y vigas. Detrás de la iglesia se encuentra una pequeña construcción cristiana conocida con el nombre del Oratorio; muy apreciada por la gente de la comarca.
- Capilla de San Juan de Perdiguers (siglo XVII).
- Alojamiento rural de Heretat de Guardia; histórica masía catalana que cuenta con una capilla propia dedicada a San José.
- Antigua Escuela de Palau, edificio rehabilitado para alojamiento rural.